# Anton Hermann Albrecht
Anton Hermann Albrecht (Freiburg, 5 mei 1835 – Dinglingen, 10 februari 1906; pseudoniem: Anton Hermann) was een Duits luthers theoloog en dichter.

## Biografie
Albrecht was de zoon van de schrijnwerker Christian Albrecht. Anton Albrecht besloot al vroeg om zich met geestelijkheid bezig te houden. In Freiburg studeerde hij katholieke theologie en daarna in Bazel klassieke filologie. In 1859 besloot hij op het luthers geloof over te gaan en studeerde dat in Bazel en in Heidelberg evangelische theologie. Na deze opleiding ging hij werken als vicaris in Spöck, Michelberg en Schollbrunn. Later kreeg hij een functie als pfarrverwalter in Fahrenbach; in het jaar 1865 nam hij dit beroep over in Gölshausen. In datzelfde jaar trouwde hij met Karoline Schneider; een dochter van een handwerker uit Lahr. In 1868 werd hij tot dominee benoemd in Huchenfeld en in 1873 ging hij naar Eutingen voor die functie. Hij verhuisde in 1878 naar Kleinkems en was daar dominee tot 1885. In deze periode begon hij met dichten. In de jaren 1888 tot 1893 was hij in Laufen in Müllheim dominee, daarna ging hij met pensioen. Tot zijn dood vertoefde hij in de steden Lahr en Dinglingen. Op 2 mei 1937 werd er een gedenksteen voor Albrecht in de pastorie van Kleinkems opgericht. Het draagt het opschrift: "In dit huis leefde Hermann Albrecht van 1878 tot 1885, de verteller van het Markgräflerland". Op 3 mei 1964 werd er in Kleinkrems een nieuw evangelisch gemeentehuis gebouwd; het gebouw draagt de naam Hermann-Albrecht-Haus.

## Publicaties (selectie)
- Der Fall Jerusalems (1868)
- Der Präzeptoratsvikari (1881/82)
- Ins neue Land (1890)
- Anno Sechsundneunzig (1905)
- Des Markgrafen Leibmedicus – Erzählung aus den Tagen des Türken-Louis (Weil am Rhein, 1984)
- Die Häfnetjungfer (Weil am Rhein, 1985)